# НАТО-квест
НАТО-КВЕСТ (англ. NATO-QUEST) — соціальна мережа; інформаційно-дискусійний інтернет-проєкт, у рамках якого кожен бажаючий має можливість ознайомитись з історією розвитку НАТО та залучитися до спільних заходів між Альянсом та Україною; безстрокова онлайн-вікторина.

## Історія
Проєкт створено в серпні 2014 року громадською організацією «Чорноморська бізнес-ліга» спільно з Центром інформації та документації НАТО в Україні, Центром зовнішньополітичних досліджень ОПАД та Українсько-Словацьким центром партнерства за сприяння і під патронатом Міністерства освіти і науки України.
Головною метою проєкту є інформування населення щодо курсу України в НАТО. Проєкт дозволяє одночасно брати участь в інтерактивній вікторині про Північноатлантичний альянс, по завершенню якої учасники, які наберуть найбільше балів, отримають приз — поїздку до штаб-квартири НАТО (не більше 3 осіб), та бути універсальним засобом зв'язку для всіх соціальних груп і вікових категорій за принципом соціальної мережі.
Аудиторією проєкту є прогресивно мислячі люди, які цікавляться діяльністю Організації Північноатлантичного договору (НАТО) і розвитком відносин між нею та Україною.
Станом на лютий 2017 року кількість зареєстрованих користувачів становить понад 3000 осіб.
Автором проєкту є президент Українсько-Словацького центру партнерства Михайло Колібабчук.

## Переможці вікторини

### 2015

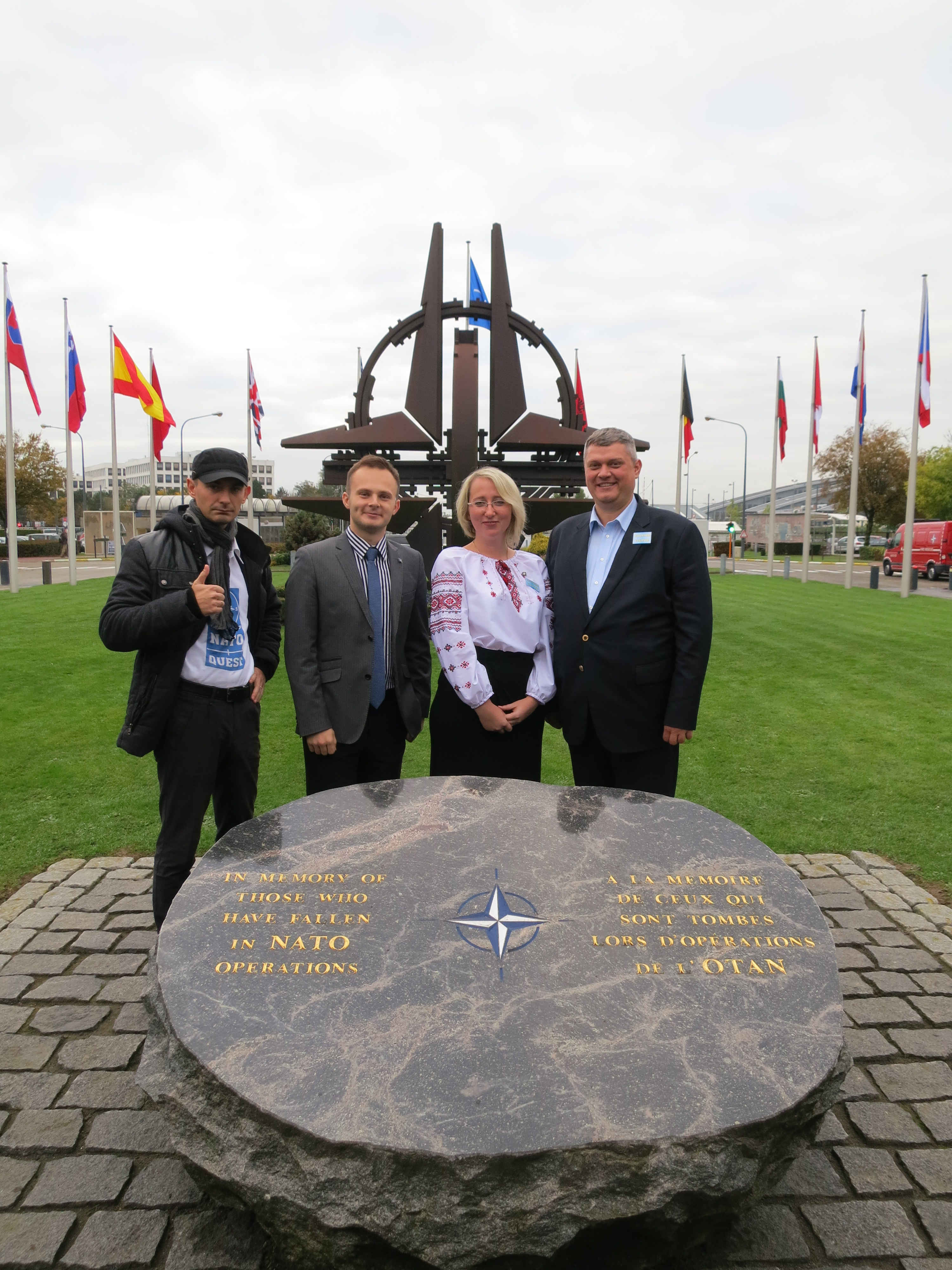
Переможці першої вікторини НАТО-квест Олександр Коробов та Аліна Гавловська (у центрі) в штаб-квартирі НАТО, 22 жовтня 2015 року

- 1-ше місце: Аліна Гавловська — викладач Херсонського державного університету[2][3][4][5].
- 2-ге місце: Артем Мельник — студент Миколаївського національного аграрного університету[5].
- 3-тє місце: Олександр Коробов — студент Запорізького національного університету[2][5].

### 2016

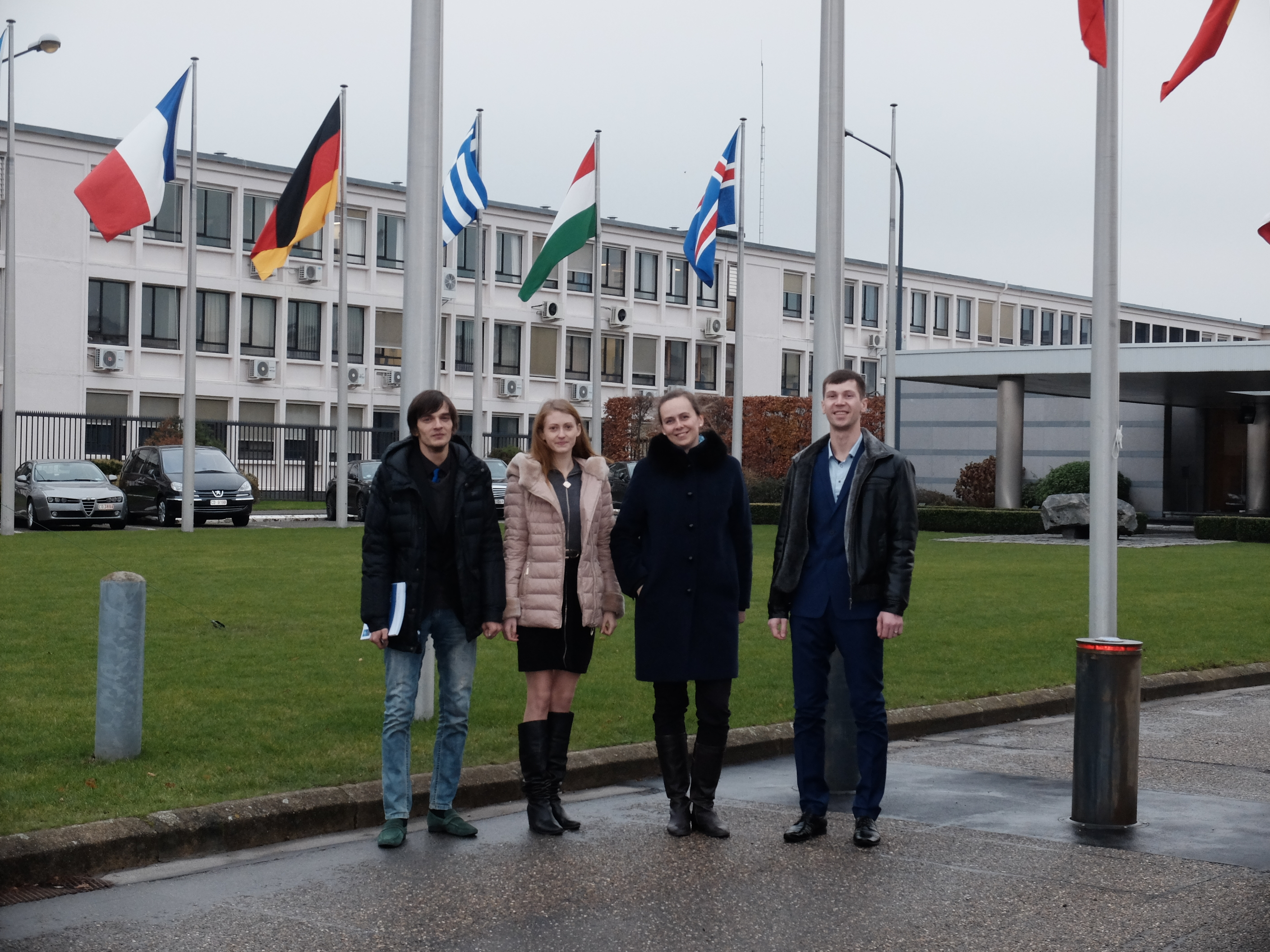
Переможці другої вікторини НАТО-квест Микола Дьяченко, Вікторія Талаш та Юлія Мансурова (зліва направо) в штаб-квартирі НАТО, 13 грудня 2016 року

- 1-ше місце: Микола Дьяченко — викладач Кіровоградського будівельного коледжу.
- 2-ге місце: Вікторія Талаш — студентка Херсонського державного університету.
- 3-тє місце: Юлія Мансурова — студентка Запорізького національного університету[6].